# 木漏れ日

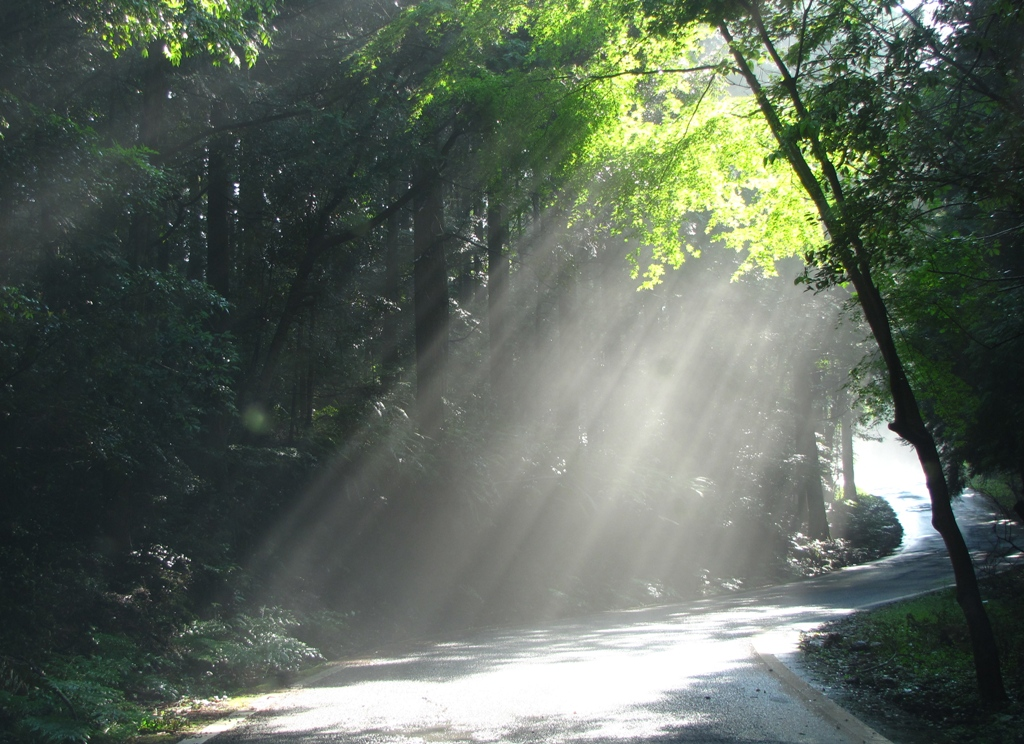
雨後の木漏れ日

木漏れ日（こもれび）は、森林等の木立ちから太陽の日差しが漏れる光景のこと。「木洩れ日」とも書く。

## 概要
木々があり、日（太陽）が照っていると必ず見られる光景であるが、直接木漏れ日の下に行けばよく確認できる。雨後にすぐ晴れた時には、少し離れた場所にいても空気中を漂う水の粒を照らしてよく確認でき、カーテン状にも見える。

## 投影の形状
地面に投影される木漏れ日は、全て太陽と同じ丸い形をしている。日差しが入り込む木の葉の隙間の形状には、一切影響されない。これはピンホールカメラと同じ原理である。
太陽の形が変わった時、例えば部分日食時には、木漏れ日のひとつひとつが、欠けた円形や三日月の形に投影されるという、珍しい現象が起こる。

投影の形状
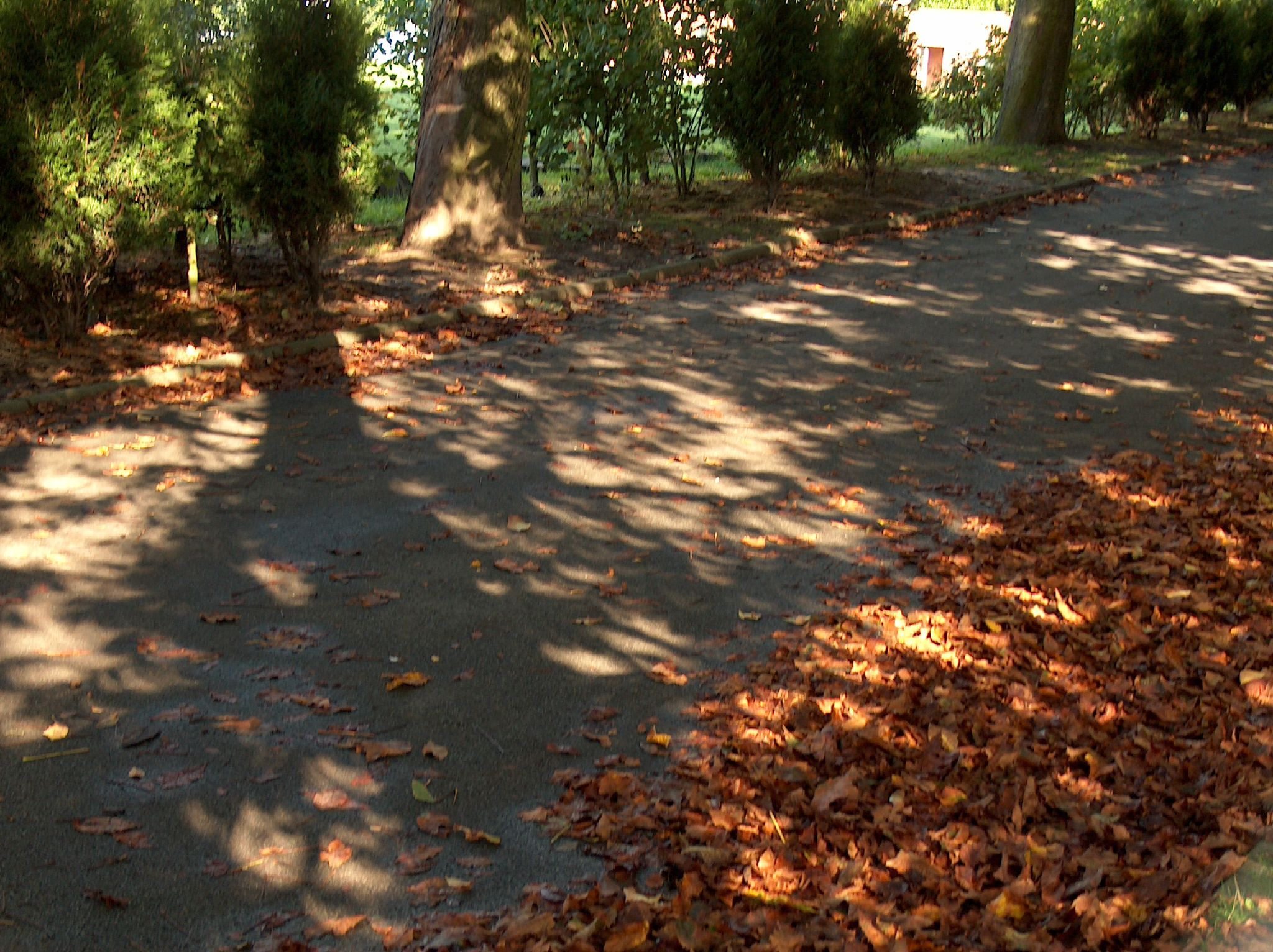
日食の時に現れる「三日月形」の木漏れ日
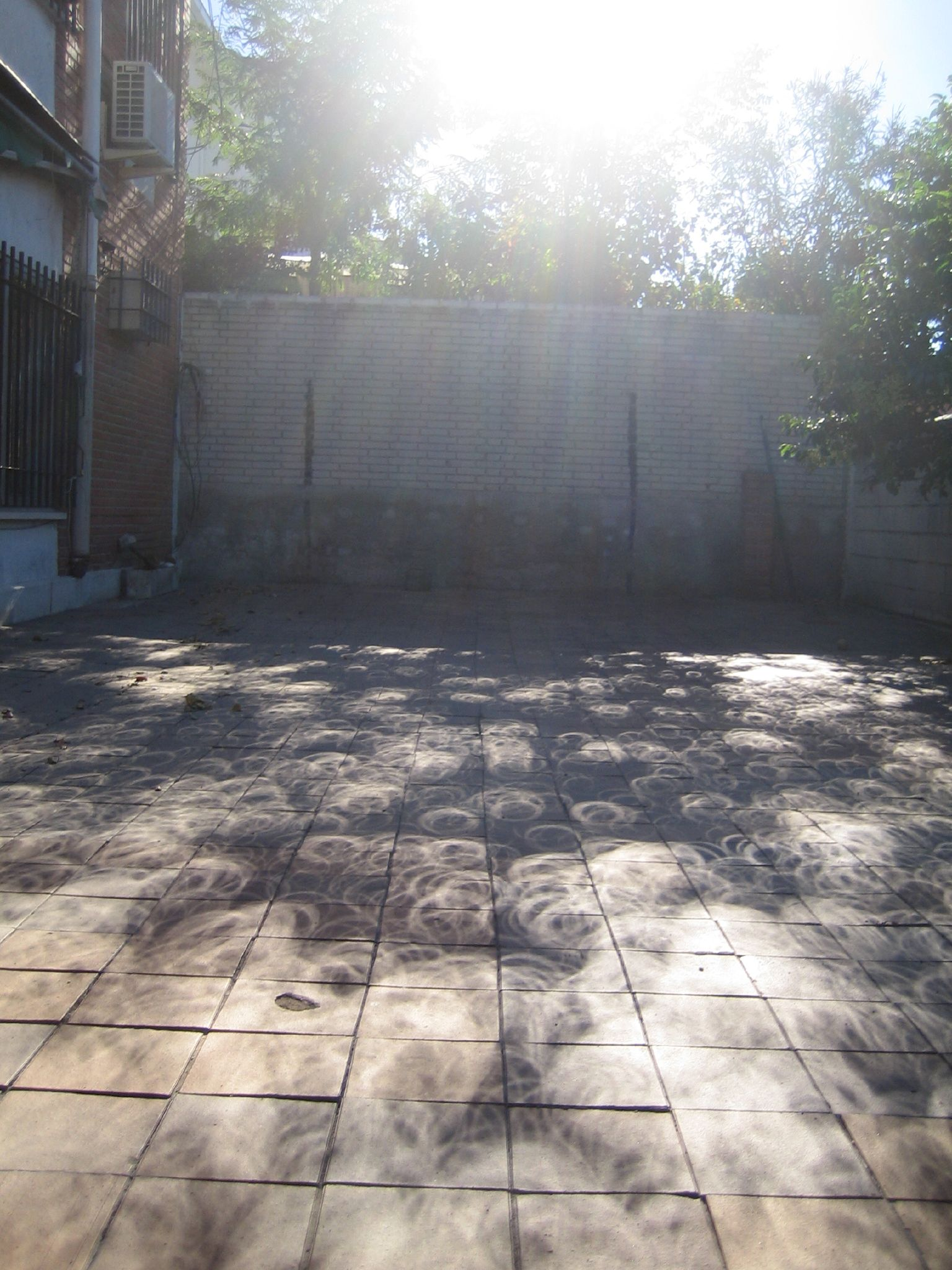
「欠けた円形」の木漏れ日

| - 投影の形状 - 日食の時に現れる「三日月形」の木漏れ日 - 「欠けた円形」の木漏れ日 |